# Cerastium vourinense
Cerastium vourinense är en nejlikväxtart som beskrevs av Möschl och K. H. Rechinger. Cerastium vourinense ingår i släktet arvar, och familjen nejlikväxter. Inga underarter finns listade i Catalogue of Life.